# Kouva
Kouva (autrefois Kouba) est une ville d'Ouzbékistan de la vallée de Ferghana dans la province de Ferghana. Elle comptait 36 975 habitants en 2012.

## Historique
La ville a été fondée en 1927 sous le nom de Kouva. Elle s'est agrandie grâce à l'exploitation d'une fabrique de meubles et d'une usine de conserves. Autrefois une ville du nom de Kouba s'y trouvait au Moyen Âge. Des recherches archéologiques ont mis au jour en 1956-1958 des restes d'un temple bouddhiste des VIIe et VIIIe siècles avec des statues d'argile du Bouddha et de divinités bouddhiques, ainsi que des céramiques. La conquête arabe a provoqué l'islamisation de la région.
Kouba est décrite au Xe siècle par des sources arabes comme étant divisée en trois parties: la citadelle, la caserne entourée de remparts et de tours et le « rabad » (lieu de marché et d'échoppes d'artisans).